# Remigijus Valiulis
Remigijus Valiulis (ur. 20 września 1958 w Szyłokarczmie, zm. 19 lipca 2023 w Wilnie) – litewski lekkoatleta (sprinter), startujący w barwach Związku Radzieckiego, mistrz olimpijski z 1980.
Specjalizował się w biegu na 400 metrów. Zajął 7. miejsce w sztafecie 4 × 400 metrów na mistrzostwach Europy juniorów w 1975 w Atenach.
Zdobył brązowy medal w biegu na 400 metrów na halowych mistrzostwach Europy w 1980 w Sindelfingen za swym kolegą z reprezentacji ZSRR Nikołajem Czernieckim i Karelem Kolářem z Czechosłowacji.
Na igrzyskach olimpijskich w 1980 w Moskwie zdobył złoty medal w sztafecie 4 × 400 metrów, która biegła w składzie: Valiulis, Michaił Linge, Czerniecki i Wiktor Markin.
Valiulis dwukrotnie ustanawiał rekord ZSRR w sztafecie 4 × 400 metrów do wyniku 3:01,08 (1 sierpnia 1980 w Moskwie).
Rekordy życiowe Remigijusa Valiulisa:
| Konkurencja               | Data i miejsce             | Wynik   |
| ------------------------- | -------------------------- | ------- |
| bieg na 400 metrów        | 4 czerwca 1980, Leningrad  | 45,4 s  |
| bieg na 400 metrów (hala) | 2 marca 1980, Sindelfingen | 46,75 s |